# Jagdfliegergeschwader 7
Das Jagdfliegergeschwader 7 (JG-7) trug den Ehrennamen Wilhelm Pieck und war ein fliegender Verband in Regimentsstärke der NVA-Luftstreitkräfte in direkter Unterstellung der 1. Luftverteidigungsdivision.

## Geschichte
Vorläufer des Geschwaders war das ab Oktober 1952 in Kamenz aufgestellte 2. Fliegerregiment, Tarnbezeichnung Volkspolizeidienststelle (VPD) 600/2, am 1. Dezember 1954 umbenannt in 1. Kommando des 2. „Aeroklubs“ in Drewitz (auch KVP-Dienststelle 700), neben der VP-Luft eine der getarnten Vorläuferorganisationen der Luftstreitkräfte der DDR. Die ersten Flugzeugführer und das Bodenpersonal erhielten ihre Ausbildung sowohl in der DDR als auch in der Sowjetunion.
Im Juni 1953 zog das 2. Fliegerregiment auf seine Heimatbasis Drewitz um und nahm im selben Jahr mit Jak-18-Schulflugzeugen, die aus Verschleierungsgründen mit dem Hoheitszeichen der Roten Armee versehen waren, den Flugbetrieb auf. 1955 und 1956 kamen Schuljäger Jak-11 hinzu. Am 26. September 1956 wurde der Verband offiziell als Fliegergeschwader 7 (FG-7) in die im selben Jahr gegründete Nationale Volksarmee übernommen. Zu diesem Zeitpunkt verfügte das FG-7 bereits über neun Strahljäger MiG-15bis sowie vier Übungsjäger MiG-15UTI. Ab 1959 erfolgte die Umschulung auf die leistungsstärkere MiG-17. Am 1. Januar 1961 wurde an die Einheit die endgültige Bezeichnung Jagdfliegergeschwader 7 (JFG-7) vergeben, das Kürzel wurde im Laufe der Zeit auf JG-7 reduziert. Am 1. November selben Jahres wurde die Einheit der 1. LVD in Cottbus unterstellt, bis dahin war sie Teil der 3. LVD (Luftverteidigungsdivision). 1970 erhielt das Geschwader die ersten MiG-21-Abfangjäger der Versionen SPS und MF. Von 1964 bis 1971 war im JG-7 die Zieldarstellungsstaffel 21 (ZDS-21) mit Jak-18- und Il-28-Frontbombern integriert. Sie wurde am 24. April 1971 an die 3. Luftverteidigungsdivision abgegeben. Zeitgleich begann die Aufstellung des Jagdbombenfliegergeschwaders 31 (JBG-31), die am 1. Oktober abgeschlossen war. Beide Einheiten waren zukünftig am selben Standort stationiert. Am 1. März 1972 wurde dem Geschwader der Traditionsname „Wilhelm Pieck verliehen.“ Von 1983 bis 1986 verfügte das JG-7 über 40 MiG-21M und sechs zweisitzige MiG-21U-Schuljäger.
Am Sonnabend, dem 16. März 1985, entging Cottbus nur knapp einer Katastrophe, als kurz vor 9 Uhr im Bildungszentrum eine führerlose MiG-21 M des Jagdfliegergeschwaders 7 in das damalige Studentenwohnheim III der Ingenieurhochschule Cottbus stürzte. Es wurden zum Glück nur 2 Personen verletzt, da beim Absturz die vollbesetzte 21. POS „Friedrich Engels“ (heute Max-Steenbeck-Gymnasium) in direkter Nachbarschaft nicht betroffen war.
Im Jahre 1989 wurde vor dem Hintergrund der KSZE-Verhandlungen auf Weisung des Nationalen Verteidigungsrates der DDR vom 16. Juni 1989 beschlossen, das Geschwader mit 915 Soldaten aufzulösen, was Ende desselben Jahres vollzogen wurde. Die vorhandene Flugzeugtechnik wurde an andere Einheiten übergeben oder verschrottet. Der letzte Flugbetrieb fand am 31. August 1989 statt. Am 23. Oktober wurde das JG-7 offiziell außer Dienst gestellt.

## Kommandeure JG-7
| Dienstgrad, Name                | Dienstzeit | Bemerkung                                           |
| ------------------------------- | ---------- | --------------------------------------------------- |
| Major Wolfgang Reuter           | 1956–1959  |                                                     |
| Major Johannes Richter          | 1959–1965  |                                                     |
| Major Siegfried Mittelbach      | 1965–1968  | später Oberst im Kommando LSK/LV                    |
| Oberstleutnant Gerhard Schumann | 1968–1970  |                                                     |
| Oberst Walter Große             | 1970–1976  | vorher JG-3, 1975 Verdienter Militärflieger der DDR |
| Oberstleutnant Wolfgang Wehner  | 1976–1978  |                                                     |
| Oberstleutnant Gunther Junghans | 1978–1980  | 1980 Verdienter Militärflieger der DDR              |
| Oberst Frank Pampel             | 1980–1988  | 1987 Verdienter Militärflieger der DDR              |
| Oberstleutnant Lutz Kleine      | 1988–1989  |                                                     |